# Slovenska vas (gmina Kočevje)
Slovenska vas – wieś w Słowenii, w gminie Kočevje. W 2018 roku liczyła 233 mieszkańców.